# Ouragan Camille
Pour les articles homonymes, voir Camille.
L'ouragan Camille est un ouragan de  catégorie 5 qui a frappé la région de la côte du Golfe du Mississippi, de l'Alabama et de la Louisiane aux États-Unis le 17 et 18 août 1969.
Camille présentait la septième plus basse pression barométrique enregistrée dans le bassin atlantique avec 905 hPa (millibars). Le seul ouragan à atteindre les États-Unis avec une pression plus basse au moment de toucher les côtes était un ouragan sans nom de 1935 avec une pression de 892 hPa. La véritable intensité de Camille n'a pu seulement qu'être approximée car aucun équipement météorologique n'a résisté aux conditions extrêmes et il n'y avait aucune station au point de contact de l'œil avec la terre. De plus, dû à un manque d'avions de reconnaissance et à son intensité exceptionnelle, aucun sondage in situ n'a pu être fait. Camille détenait encore le record de la plus haute onde de tempête mesurée aux États-Unis, 7,5 mètres, jusqu'à l'ouragan Katrina en 2005.

## Situation météorologique
Camille s'est formée près de l'île de Grand Cayman, dans les Antilles, le 14 août 1969, à partir d'une onde tropicale qu'on suivait depuis son apparition sur la côte africaine le 5 août. L'ouragan s'est creusé rapidement et le 15 en après-midi il s'approchait de Cuba, sa pression centrale avait baissé jusqu'à 964 hPa et ses vents atteignaient 185 km/h. À Guane (province de Pinar del Río), on a signalé des vents du sud-est de 148 km/h lorsque l'œil est passé sur l'Ouest de Cuba et la tempête s'est affaiblie temporairement à cause de la friction.
Camille a continué sa course en direction du nord-nord-ouest en reprenant de la vigueur sur les eaux chaudes du golfe du Mexique. L'après-midi du 17 août, l'ouragan se trouvait à moins de 160 kilomètres de l'embouchure du Mississippi. Un avion de reconnaissance n'a pu lâcher de sondes dans l'ouragan mais a estimé les vents à 335 km/h et la pression centrale à 901 hPa. Le centre de l'ouragan a touché la côte de l'État du Mississippi près des villes de Clermont Harbour, Waveland et Bay St. Louis vers 23 h 30 locale le 17 août. Il n'a pas été possible de mesurer les vents maximums qui ont soufflé près des côtes, mais ils ont probablement atteint 324 km/h,. Le Corps du génie de l'armée des États-Unis a estimé l'onde de tempête à 7,5 mètres de hauteur à l'aide des traces laissées sur les édifices qui lui ont survécu, soit la plus haute des annales d'alors,.
Camille a ensuite traversé les terres en direction du nord et les vents de surface se sont affaiblis. Dès au nord de Jackson (Mississippi), les vents ont commencé à faire peu de dégâts et l'ouragan fut déclassé rapidement au niveau de dépression tropicale. Cependant, Camille continua à donner des pluies abondantes en tournant vers le nord-est près du Tennessee. La tempête a traversé ensuite le Kentucky, la Virginie-Occidentale et la Virginie laissant jusqu'à 790 millimètres de pluie. Le 21 août, Camille a gagné l'Atlantique, où la dépression a rapidement retrouvé une intensité de tempête tropicale. Cependant, peu de temps après, elle est entrée en contact avec un front froid et est rapidement devenue un système extratropical.

## Impacts
Après avoir fait trois morts à Cuba, Camille a tué cent quarante-trois (143) personnes en Alabama, Mississippi et Louisiane alors qu'il a "effacé" une énorme zone de la côte du Golfe du Mexique. La zone de destruction totale dans le comté de Harrison, au Mississippi, mesurait à elle seule 176 km2. Cent treize (113) personnes supplémentaires ont péri à cause des inondations catastrophiques en Virginie. En tout, 8 931 personnes ont été blessées, 5 662 habitations évacuées et 13 915 habitations ont subi des dégâts majeurs. De nombreuses victimes sont des résidents côtiers ayant refusé d'évacuer les lieux. L'estimation totale du coût des dégâts est de 1,42 milliard $US de 1969, ou 8,34 milliards de dollars de 2008. Les dégâts étaient impressionnants à l'époque mais ils ont été largement dépassés par les 26 milliards $US de dégâts causés par la suite par l'ouragan Andrew. L'ouragan Katrina, qui a affecté la même zone en 2005, est décrit par ceux qui ont vécu Camille comme « beaucoup plus intense », principalement à cause de sa plus grande taille (Camille était un ouragan très compact).

### Golfe du Mexique
La compagnie pétrolière Shell a mesuré des vagues de 21 à 23 mètres à ses plates-formes de forage dans le golfe du Mexique lors du passage de Camille. Une de celles-ci sombra à cause de l’effet combiné des vagues et d’un glissement de terrain du fond marin dans le secteur sud numéro 70. Les coûts pour l’industrie pétrolière se sont montés à 100 millions $US de 1969 (992,82 $US de 2008)

### Côte du Golfe et Antilles

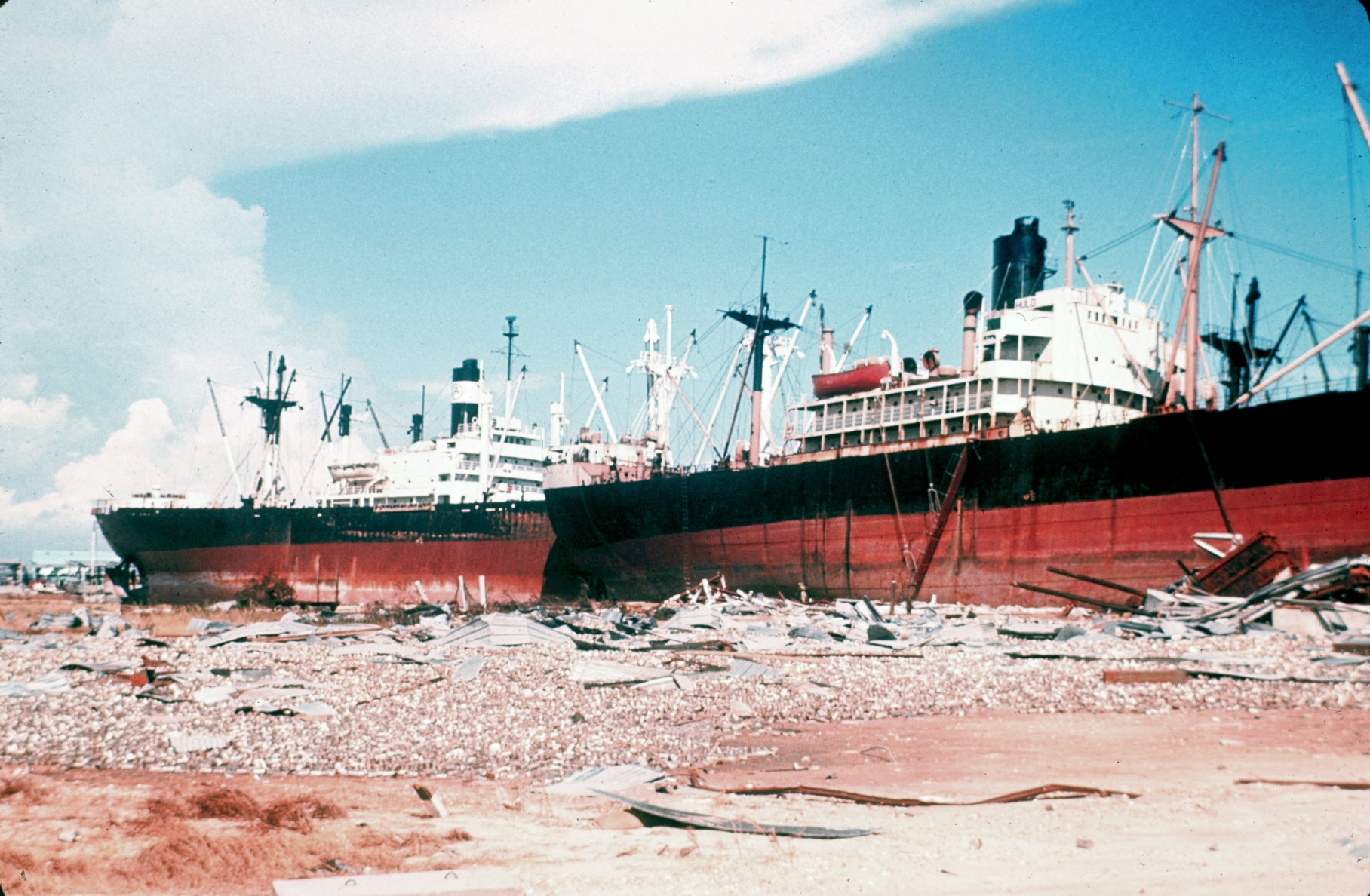
Navires échoués à Gulfport (Mississippi)

À Cuba, le seul pays des Antilles durement touché par Camille, trois morts furent signalés et plus de 250 mm de pluie tombèrent sur la partie occidentale de l’île. Sur la côte américaine, alors que Camille était à son maximum d’intensité, son impact fut dévastateur. Le bureau local du national Weather Service du Sud de la Louisiane à Boothville a signalé des vents de 172 km/h et au moins 350 millions $US en dommages. (2,056 milliards $US de 2008). La zone le long de la route 90 en Alabama fut particulièrement touchée avec 26 000 maisons et plus de 1 000 commerces endommagés. L’onde de tempête de Camille a déferlé tout le long de la côte du golfe et était encore de 1 à 1,5 mètre à Apalachicola (Floride), loin du centre de la tempête.
Cependant, les pires dommages ont été faits au Mississippi où Camille a touché terre. L’onde de tempête de 7,5 mètres a complètement rasé la côte sur trois à quatre pâtés de maisons de profondeur. La zone allant de Clermont Harbor à Biloxi fut la plus dévasté, en particulier la région Bay St. Louis. Plus de 260 mm de pluie sont tombés dans le comté de Hancock et toutes zones sous 4,6 mètres du niveau de la mer furent inondées. La route 90 longeant la mer fut emportée en de nombreux endroits et le reste fut bloqué par le sable et les débris. Au total, 3 800 maisons et commerces furent détruits sur cette section de la route.
L’île Ship Island, au large de la côte de l’État du Mississippi fut coupée en deux et le passage entre celles-ci est maintenant nommé « Camille's Cut » (la coupure de Camille). Une maison construite par le fameux architecte Frank Lloyd Wright sur le bord de mer à Pass Christian est disparue.
Les vents et l’onde de tempête de Camille ont repoussé les flots du puissant Mississippi et l’ont forcé à remonter vers sa source sur une distance d’environ 200 km de La Nouvelle-Orléans et arrêta son débit sur une distance additionnelle de 200 km de Bâton-Rouge.

### Vallée de l'Ohio et Virginie

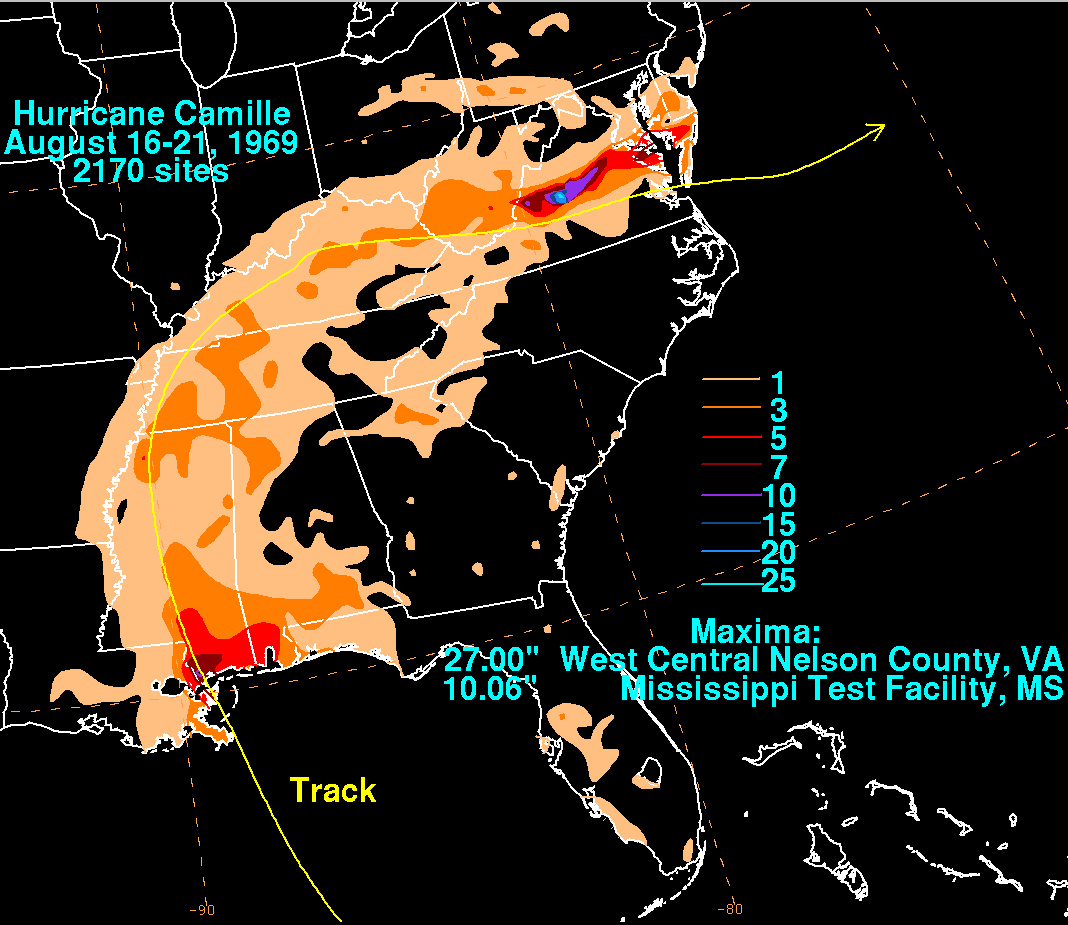
Précipitations totales avec Camille en pouces (1 pouce = 2.56 mm)

L'ouragan Camille a poursuivi sa route vers le nord en empruntant les vallées du Mississippi et de l’Ohio. Sur le Tennessee et le Kentucky, il est tombé entre 75 et 125 mm de pluie, ce qui a mis fin à une grave sécheresse dans la région. Cependant, en Virginie-Occidentale, le relief montagneux a canalisé la pluie vers les rivières qui ont débordé et détruit trente-six maisons et douze maisons mobiles, causant trois-quarts de millions $US en dommages.
L’effet fut bien pire dans le piedmont des montagnes Blue Ridge. Comme Camille devait se dissiper rapidement en passant sur terre, les préparatifs en Virginie furent minimaux. Cependant, la dépression tropicale qu’il était devenu laissa de la pluie abondante qui dévala les pentes de ces montagnes, et généra des crues subites des rivières le soir du 19 août. Nombreuses furent les victimes qui allèrent se coucher en entendant le tonnerre et qui pensèrent qu’il s’agissait d’orages estivaux normaux. Plus de 300 mm de pluie tombèrent, le soulèvement de l'air par les montagnes aidant la condensation de l’humidité associée avec le système. La quantité maximale dans l’État a été de plus de 680 millimètres, sur une période de 3 à 5 heures dans la nuit du 19 au 20 août 1969,.  Le débordement des rivières fut général, atteignant des niveaux records dans plusieurs cas. Le maximum de 8,72 mètre au-dessus du niveau d’inondation fut enregistré dans la James River à Richmond. La pluie causa également des coulées de boue.
Dans les montagnes près de Charlottesville et Lynchburg, plus de 250 mm de pluie dévalèrent les pentes en 12 heures. Mais la pire inondation s’est produite dans le comté de Nelson (Virginie), un comté rural de 15 000 personnes autour de la ville de Nelson, où il est tombé 690 mm en 12 heures. La pluie était si forte que l’on a signalé des oiseaux noyés dans leur nid et que les survivants devaient respirer à travers leurs mains mises sur leur bouche et nez. Les inondations soudaines et les coulées de boue qui suivirent tuèrent 153 personnes, dont 133 dans le comté de Nelson, qui furent emportés par les flots. Plusieurs villages furent complètement recouverts d’eau. Les communications furent coupées avec le monde extérieur entre Richmond et la vallée de Shenandoah. Waynesboro, sur la rivière South River, était recouvert de 2,5 mètres d’eau et Buena Vista, de plus 1,5 mètre.
En Virginie, 313 maisons, 71 maisons-mobiles et 430 édifices de ferme furent ainsi détruits. 3 765 familles furent affectées et les dommages s’élevèrent à 140,8 millions $US (827,15 $US de 2008) ,,,

## Secours

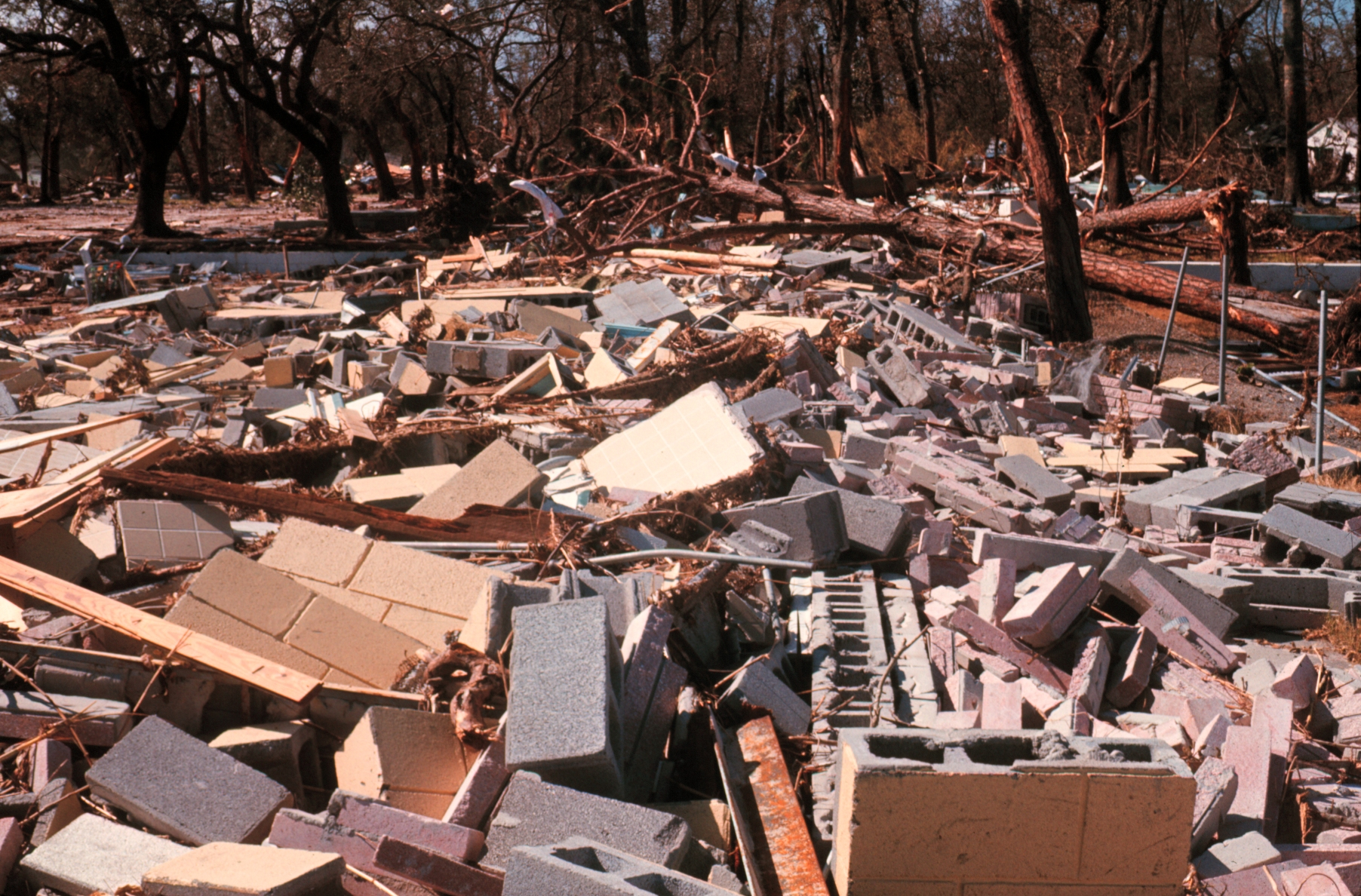
Dommages causés par Camille

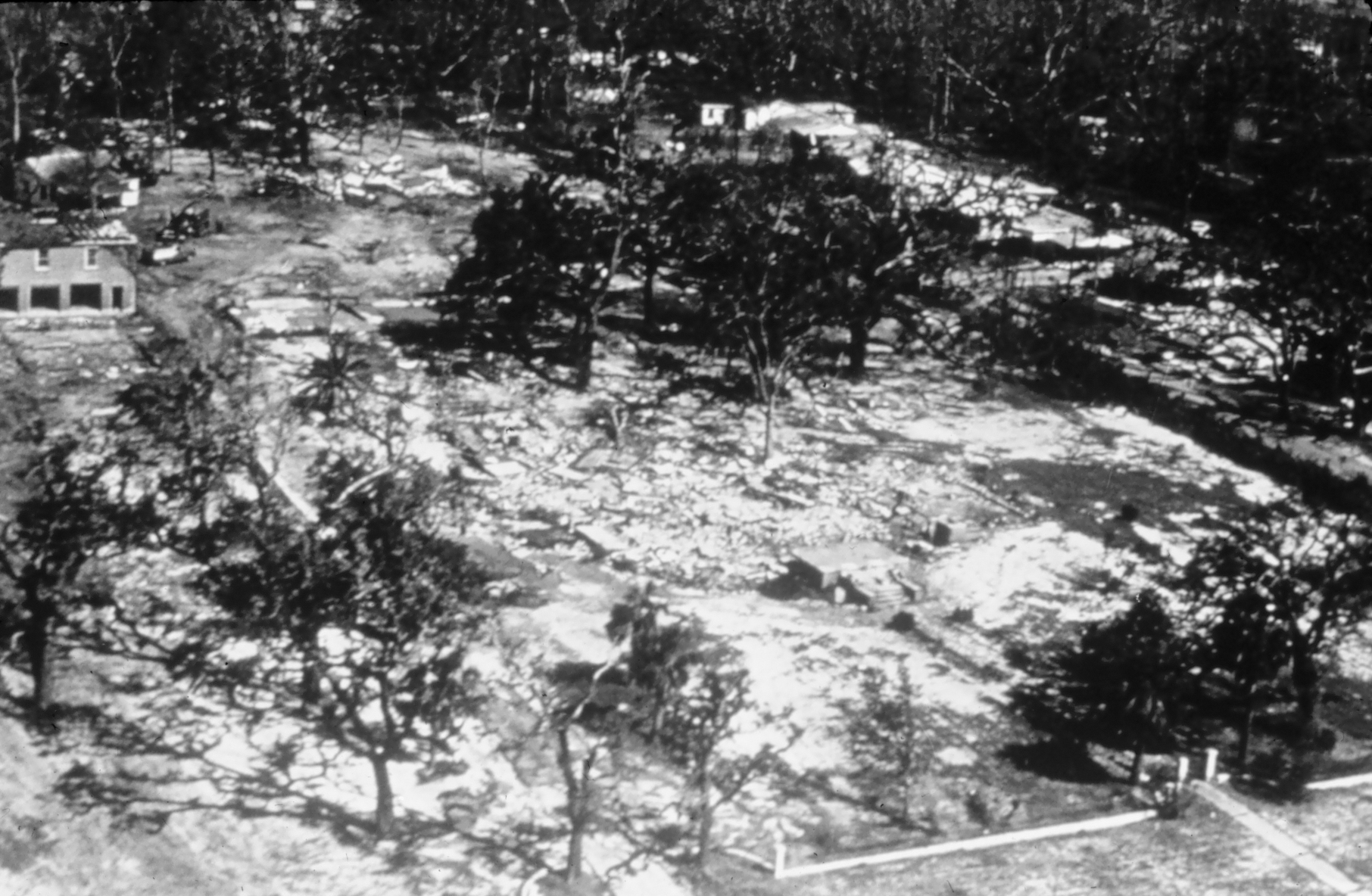
Une maison de plantation d’avant la Guerre de Sécession, détruite par l’onde de tempête

Immédiatement après le passage de Camille, les autorités municipales, d'état et fédérales se sont mises en branle pour secourir les victimes. Le bureau des mesures d’urgences du gouvernement américain (Office of Emergency Preparedness) était chargé de la coordination des efforts et disposait d’un budget de 76 millions $US (446,47 $US de 2008). Nourriture, abris et soins médicaux ont commencé à atteindre les lieux sinistrés dès le lendemain de la tempête. Le 19 août, de large portion des États du Mississippi et de la Louisiane étaient déclarés zones sinistrés ce qui les rendait éligibles à des fonds de secours du gouvernement fédéral.
La Commission fédérale de l’énergie (Federal Power Commission) envoya des équipes pour rétablir le courant électrique. Ce travail ne fut complété que le 25 novembre 1969. La US Coast Guard, la US Air Force, la US Army, et le Corps des ingénieurs de l’armée américaine participèrent aux évacuations, à la recherche des victimes et à leur sauvetage, à la distribution de la nourriture et au nettoyage des débris. Le ministère de la Défense contribua ainsi 34 millions $US (199,74 $US de 2008) à l’effort et 16 500 troupes. Le ministère de la Santé fournit pour 4 millions $US en médicament, vaccins et autres produits sanitaires. Les efforts de reconstruction à plus long terme ont été mis sous la supervision du département du Commerce des États-Unis qui disposa d’un budget de 30 million $US (176,24 millions $US de 2008) pour la planification et la coordination des projets.
En 1999, un rapport payé par le service côtier de la NOAA conclut que « La préparation et la réponse au passage de Camille ont été fondées sur un plan élaboré longtemps avant les événements. Le succès de la coordination des différents intervenants fut directement relié à cette planification ».
C’est la dévastation laissée par Camille qui poussa le gouvernement à demander à Robert Simpson et Herbert Saffir de développer une échelle de classification de l’intensité des ouragans selon les dommages causés. En effet, les résidents de la côte du golfe du Mexique se sont plaints que les alertes cycloniques émises ne mentionnait pas de manière assez forte l’intensité de l’ouragan et des dommages probables. L’échelle de Saffir-Simpson traduit mieux l’intensité pour le public que la pression centrale et la vitesse des vents qui était utilisée jusque-là.

## Anecdotes

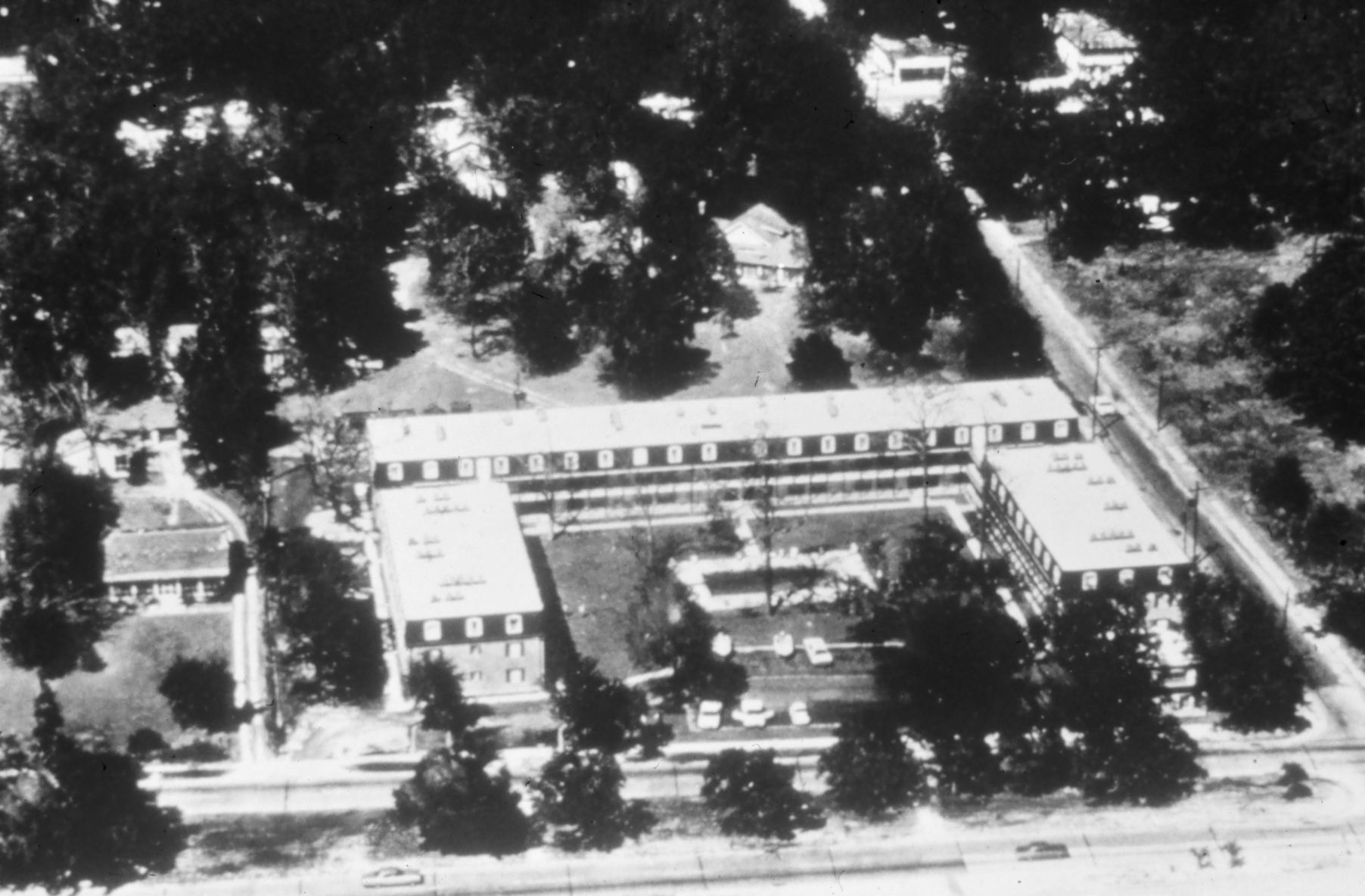
Le Richelieu Manor avant Camille

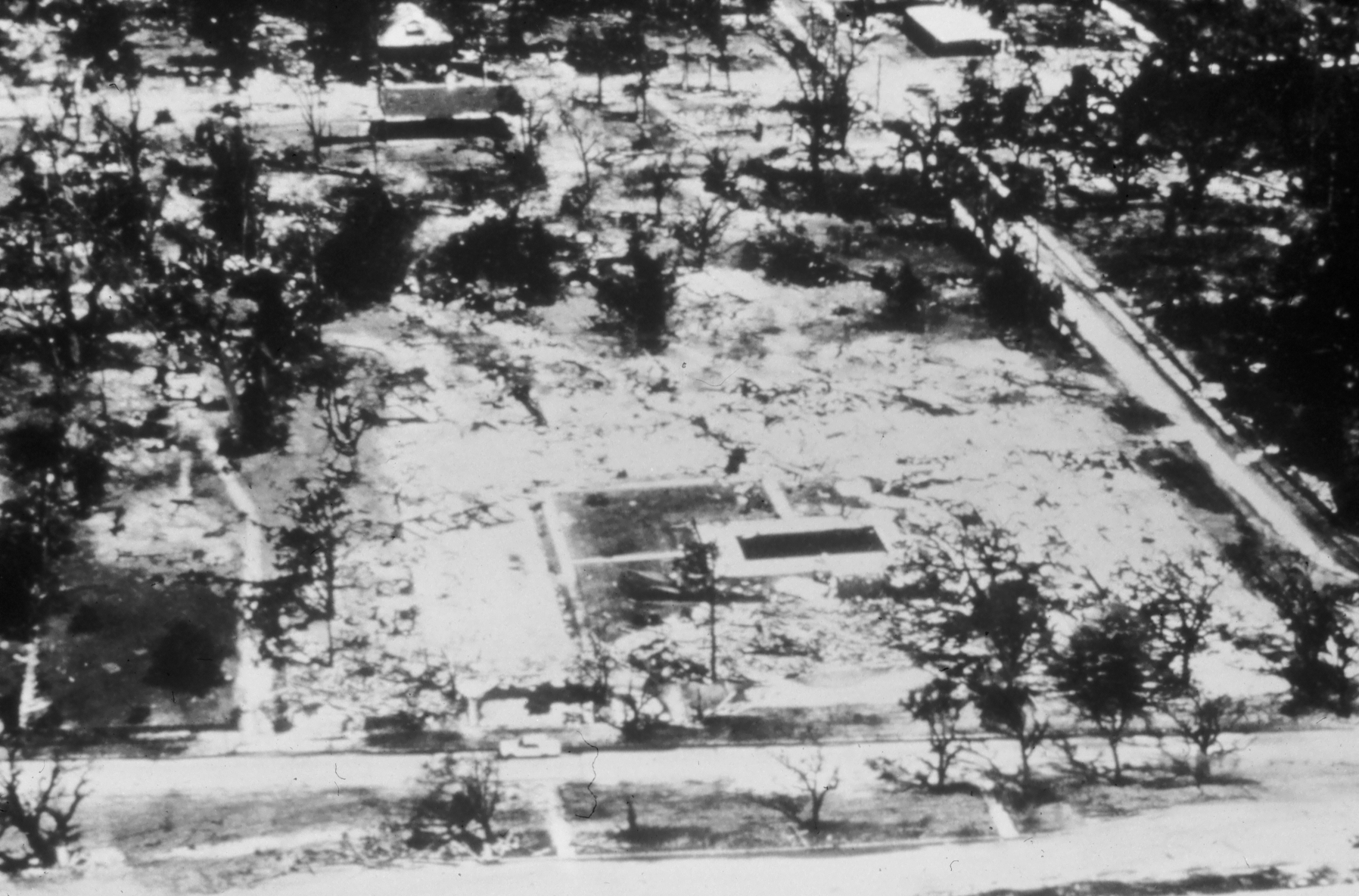
Le Richelieu Manor après Camille

Une rumeur persistante veut qu’une fête se tenait au troisième étage des appartements Richelieu Manor de Pass Christian (Mississippi) au moment du passage de l’œil de Camille. L’onde de tempête a détruit le bâtiment et n'aurait laissé qu'un seul survivant de la fête. L’histoire a plusieurs variantes sur l’identité du survivant, le nombre de personnes au party et jusqu’où le survivant fut poussé par Camille. Dans le livre  Hurricane Camille: Monster Storm of the Gulf Coast, c’est un certain Ben Duckworth qui serait ce survivant et il affirmerait que le Richelieu Manor était construit pour être un abri anti-aérien. C’est pourquoi les gens seraient restés sur place. Les rapports officiels mentionnent que vingt-trois personnes demeuraient au Richelieu, huit périrent mais il n’y aucune mention d’une fête avec des invités. Il semble que cette rumeur origine d’une des résidentes de l’édifice, Mary Ann Gerlach,.
L'ouragan Camille a été utilisé comme arrière-plan historique dans au moins une émission de télévision. Il est ainsi le thème central de l'épisode 3 saison 4 de la série Code Quantum. Le docteur Samuel Beckett se retrouve dans la peau du shérif Archie Necaise et a pour mission de sauver une jeune femme de l'ouragan Camille.
Autre fait intéressant, lors du nettoyage des débris dans le comté de Nelson (Virginie), on découvrit qu’un des pommiers qui avait survécu dans le verger de Clyde Harvey donnait une pomme hybride jaune et hâtive. Cette pomme a été nommée Ginger Gold en l’honneur de son épouse et est maintenant une variété très prisée sur le marché nord-américain.

## Épilogue

### Choix du nom
En 1969, les règles régissant l’attribution d’un nom à un ouragan n’était aussi formelles qu’aujourd’hui : on utilisait un prénom féminin commençant par la lettre dans la séquence alphabétique des tempêtes et n’ayant pas été utilisé antérieurement par une tempête célèbre. John Hope, un météorologue du National Hurricane Center, suggéra le nom de sa fille Camille récemment diplômée de l’école secondaire, lors de la confection de la liste pour 1969. C’est ainsi que le prénom de cette dernière devint célèbre et fut retiré des listes futures de noms pour un ouragan. Camille Hope se maria plus tard avec un politicien qui fut élu représentant de Géorgie aux Congrès des États-Unis.

### Comparaison avec Katrina

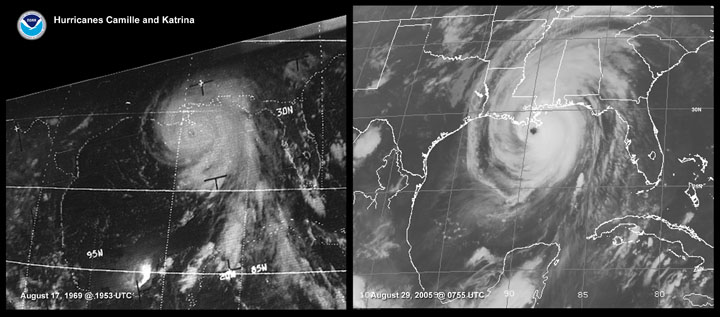
Comparaison des ouragans Camille, à gauche, et Katrina, droite : le diamètre de l’œil et des nuages de Katrina s’étendent beaucoup plus loin

Depuis 2005, on a souvent fait la comparaison entre le passage de l’ouragan Katrina et celui de Camille. Les deux ont en effet suivi une trajectoire assez similaire vers la côte du golfe du Mexique et Camille était jusqu'alors l’ouragan-étalon dans le domaine des dommages. Toute comparaison est cependant difficile car les deux diffèrent en intensité et diamètre. Katrina était de catégorie 3 mais son très large diamètre a permis à l’onde de tempête d’être plus haute, de persister plus longtemps et de couvrir une plus large zone que celle Camille, pourtant un ouragan de catégorie 5 mais de plus petite envergure.
Ceux qui ont subi les deux mentionnent que l’expérience avec Katrina fut « bien pire » à cause de la longue durée des vagues et de la montée des eaux. D’autre part, une partie de l’onde de tempête de Camille provenait de plans d’eau adjacents au golfe du Mexique. Par exemple, les lacs Borgne et Pontchartrain, du côté est de La Nouvelle-Orléans, se sont en partie vidés dans le golfe évitant l’inondation dans cette ville. En comparaison, Katrina est passé plus à l’ouest et les vents amenèrent l’onde directement vers la ville.
Comme Katrina devait être seulement de catégorie 3 en arrivant sur la côte, plusieurs survivants de Camille n’ont pas évacué la zone menacée, croyant qu’il ne pouvait causer plus de dommages. Jusqu’à 7 % des gens qui n’ont pas fui devant Katrina étaient des vétérans de Camille, ceci a sans aucun doute augmenté la mortalité en 2005. La même chose s’était produite avec Camille en 1969 lorsque les survivants de l’ouragan Betsy de 1965, l’étalon d’alors, ne crurent pas qu’une tempête puisse être pire.

### Source
- (en) Cet article est partiellement ou en totalité issu de l’article de Wikipédia en anglais intitulé « Hurricane Camille » (voir la liste des auteurs).